# Plagiothecium austrodenticulatum
Plagiothecium austrodenticulatum là một loài rêu trong họ Plagiotheciaceae. Loài này được Renauld & Cardot mô tả khoa học đầu tiên năm 1898.